# Hospital Federal de Bonsucesso
Hospital Federal de Bonsucesso (HFB), anteriormente Hospital Geral de Bonsucesso, é um hospital público vinculado ao Ministério da Saúde localizado no bairro de Bonsucesso, no Rio de Janeiro.

## Histórico
O Hospital Federal de Bonsucesso (HFB) foi inaugurado em janeiro de 1948 pelo então Presidente da República Eurico Gaspar Dutra. Nesta época denominava-se Hospital General do Nascimento Vargas, estando subordinado ao Instituto de Aposentadoria e Pensão dos Empregados em Transportes e Cargas (IAPETEC). Seu primeiro diretor foi o cirurgião Osvaldo Araújo.
Na década de 60, com a fusão dos institutos de previdência, o HFB passou a fazer parte do então Instituto Nacional de Previdência Social (INPS), que era responsável pela saúde, arrecadação e pagamento dos aposentados.
No final da década de 70 até 1989, a Unidade passou a ser gerida pelo Instituto Nacional de Assistência Médica da Previdência Social (INAMPS). Nesta época, teve início o estudo para viabilizar a implantação do Serviço de Transplante Renal e da Clínica de Cirurgia Cardíaca do hospital.
A partir da década de 1990, o hospital passou a pertencer ao Sistema Único de Saúde (SUS).
A partir de 2007, deixa de se chamar Hospital Geral de Bonsucesso para denominar-se Hospital Federal de Bonsucesso, pertencente a Rede Hospitalar Federal no Rio de Janeiro.
No final de 2024, o Grupo Hospitalar Conceição, uma empresa pública vinculada ao Governo Federal, assumiu a administração do Hospital como parte de um plano de reestruturação da rede de hospitais federais do Rio executado pela ministra Nísia Trindade.

## Localização
O complexo hospitalar do Hospital Federal de Bonsucesso está localizado na Avenida Londres, 616, em Bonsucesso, Zona Norte da Cidade do Rio de Janeiro, na confluência de três vias expressas do município: Avenida Brasil, Linha Amarela e Linha Vermelha.
Insere-se na Área Programática 3.1 (AP 3.1), onde existe a maior concentração de favelas e o menor Índice de Desenvolvimento Humano (IDH) da Cidade do Rio de Janeiro.

## Caracterização
O HFB é o maior hospital da rede pública do Estado do Rio de Janeiro em volume geral de atendimentos, vinculado ao Ministério da Saúde, em co-gestão com o Estado e o Município e com orçamento próprio.
O hospital conta atualmente com, aproximadamente, 500 leitos em funcionamento, oferecendo serviços como:
- Serviço de Emergência;
- Maternidade de Alto Risco (nível III em Neonatologia);
- Oncologia (CACON);
- Transplante Renal;
- Transplante Hepático e Cirurgia Hepatobiliar;
- Nefrologia (Clínica, Cirúrgica e Hemodiálise);
- Cirurgia de Cabeça e Pescoço;
- Cirurgia Cardíaca;
- Oftalmologia;
- Ortopedia e Traumatologia.

## Transplantes
Atualmente, o HFB tem um perfil extremamente cirúrgico e de alta complexidade, com destaque para transplantes.
Segundo a Associação Brasileira de Transplantes de Órgãos (ABTO) e o Ministério da Saúde, em 2010, a Unidade realizou 93 transplantes de rim, 31 de fígado e 138 de córnea. Com estes dados, o HFB ocupa a posição de maior centro transplantador desses órgãos no Rio de Janeiro e o quinto lugar em número de transplantes renais no Brasil.
Planeja-se, ainda, a ampliação do Programa de Transplantes do HFB, com a realização de transplante de coração na Unidade. Deste projeto, já foram cumpridas as etapas de reestruturação do Serviço de Cirurgia Cardíaca e modernização do Centro de Hemodinâmica.

## Estrutura física
Possui uma estrutura física composta por seis prédios. Todos eles tem de quatro a sete andares e apresentam, além do térreo, uma grande área de interligação no subsolo, com exceção do prédio 6.